# Borneo Środkowe
Borneo Środkowe (indonez. Kalimantan Tengah) – prowincja w Indonezji w południowej części wyspy Borneo. Powierzchnia 152 600 km²; 2,69 mln mieszkańców (2020); stolica Palangkaraya. Dzieli się na 1 okręg miejski i 13 dystryktów. Większość ludności stanowią Dajakowie.
Gospodarka: rolnictwo (ryż, kukurydza, orzeszki ziemne, orzechy kokosowe, kauczuk, kawa, kakao, goździki, pieprz); rybołówstwo; eksploatacja lasów; wydobycie złota; przemysł spożywczy, drzewny.

## Geografia
Powierzchnia nizinna, jedynie północne granice prowincji przebiegają wzdłuż pasm Gór Schwanera i Gór Müllera. Południkowo przecięta licznymi rzekami uchodzącymi do Morza Jawajskiego (m.in. Pembuang, Kahayan, Barito). 82% powierzchni pokrywa las równikowy; w południowej części przeważają tereny bagienne, na których znajdują się ujścia rzek takich jak: Lamandau, Arut, Seruyan, Kahayan, Kapuas i Barito.